# З позамежжя (оповідання)
З позамежжя (англ. From Beyond) — оповідання американського письменника Говарда Лавкрафта в жанрі жахів, написане у 1920 році та вперше опубліковане в журналі «The Fantasy Fan» у червні 1934 року.

## Сюжет
Розповідь ведеться від першої особи — неназваного оповідача, який детально описує свій досвід роботи з науковцем, на ім'я Кроуфорд Тіллінгхаст. Тіллінгхаст створює електронний пристрій, який випромінює резонансну хвилю, що стимулює шишкоподібну залозу людини, тим самим дозволяючи їй сприймати площини існування поза межами загальноприйнятої реальності.
Ділячись досвідом з Тіллінгхастом, оповідач пізнає напівпрозоре, міжвимірне середовище, яке накладається на нашу власну визнану реальність. З цієї перспективи він бачить орди дивних і жахливих істот, які не піддаються опису. Тіллінгхаст розповідає, що він використовував свою машину, щоб переносити домашню прислугу в площину реальності, що перекриває його. Він також виявляє, що ефект працює в обох напрямках і дозволяє міжвимірним істотам, мешканцям альтернативного виміру, сприймати людей. На слуг Тіллінгхаста напала і вбила одна з таких міжвимірних істот, і Тіллінгхаст повідомляє оповідачеві, що вона стоїть прямо за ним. Наляканий до нестями, оповідач дістає пістолет і стріляє в машину, знищуючи її. Тіллінгхаст одразу після цього помирає внаслідок апоплексичного удару. Поліція розслідує місце злочину і заносить до протоколу, що Тіллінгхаст убив слуг, попри те, що їхні останки так і не були знайдені.

## Персонажі
Найкращий друг оповідача, Тіллінгхаст, дослідник «фізичного та метафізичного». Оповідач, якого характеризують як людину «почуття і дії», описує його фізичну трансформацію після того, як йому вдалося провести успішні експерименти: «Неприємно бачити, як кремезний чоловік раптом схуд, а ще гірше, коли мішкувата шкіра стає жовтою або сірою, очі запалими, обведеними колами і неприродно світяться, лоб пронизаний венами і гофрований, а руки тремтять і смикаються».
У першій чернетці оповідання Лавкрафт назвав персонажа Генрі Еннеслі; він замінив це ім'я на ім'я, складене з двох старих провіденсівських прізвищ. У «Випадку з Чарльзом Декстером Вордом» Лавкрафт згадує «бувалих солярів, які обслуговували … великі бриги Браунів, Крофордів і Тіллінгастів»; Джеймс Тіллінгаст і Еліза Тіллінгаст є другорядними персонажами в цьому оповіданні.

## Критика
У книзі «Наукова фантастика: Ранні роки» (англ. Science-Fiction: The Early Years) описує концепції «Позамежжя» як «дуже цікаві, попри жорстке, незріле письмо». С. Т. Джоші вважає, що «навряд чи „Позамежжя“ … коли-небудь буде вважатися одним з найкращих оповідань Лавкрафта», через «його недбалий стиль, мелодраматичну надмірність і загальну банальність сюжету». Джоші також вважає посилання Кроуфорда Тіллінгхаста на шишкоподібну залозу жартом над Рене Декартом, який припускав, що ця залоза є точкою посередництва між матеріальним тілом і нематеріальною душею.

## Екранізація
«З позамежжя» був адаптований в однойменний фільм 1986 року режисером фільмів жахів Стюартом Гордоном. У фільмі доктор Кроуфорд Тіллінгхаст (Джеффрі Комбс) виконує іншу роль — обережного асистента божевільного, одержимого доктора Едварда Преторіуса. Оповідання також стало джерелом натхнення для фільму жахів 2013 року "Глава Баньши", який вільно адаптує його та фільм Гордона 1986 року.